# Equal Exchange

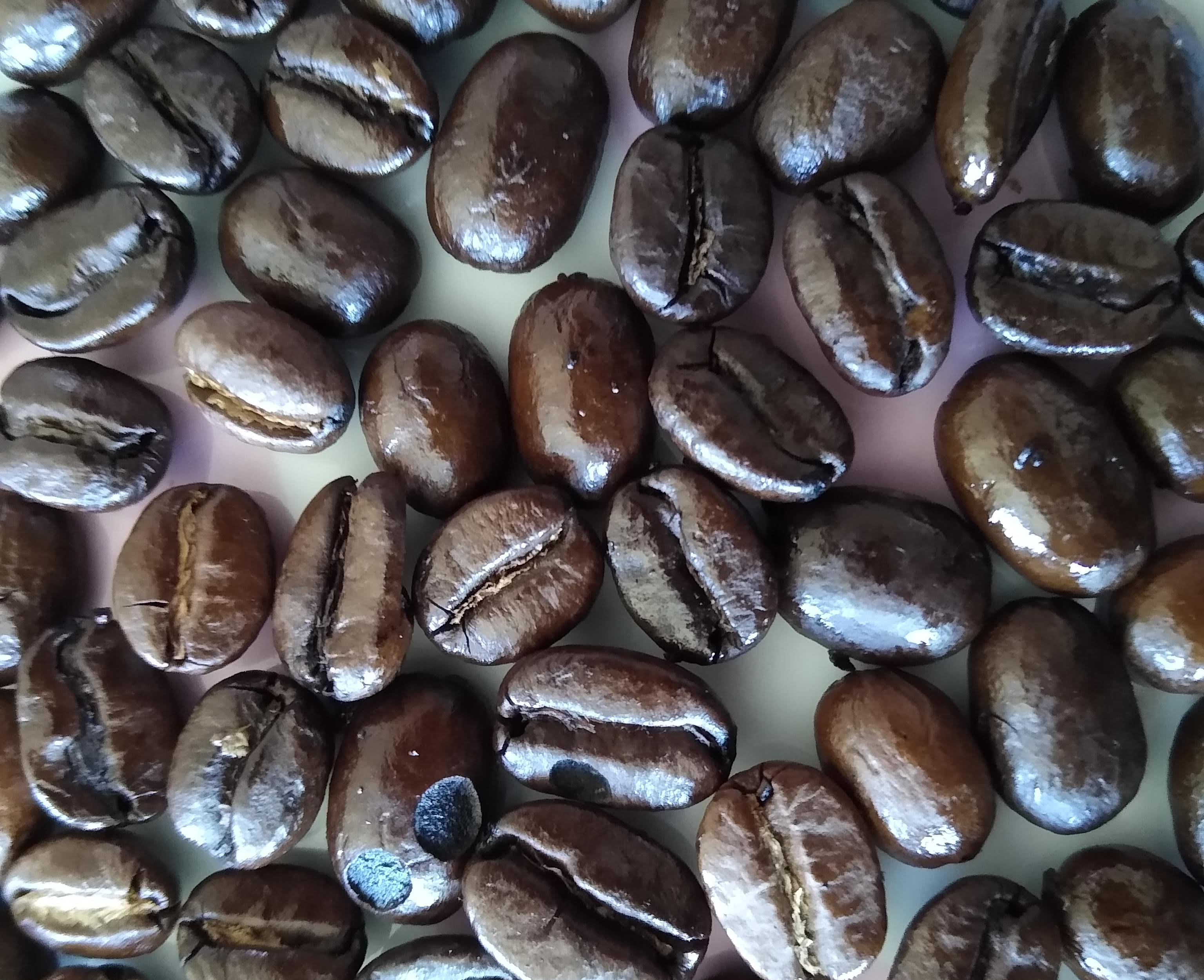
Organiczna kawa ziarnista Equal Exchange

Equal Exchange – kooperatywa typu fairtrade będąca własnością pracowników, z siedzibą w West Bridgewater w Massachusetts.
Equal Exchange zajmuje się dystrybucją organicznej, smakowej kawy, herbaty, cukru, bananów, awokado, kakao i batonów czekoladowych produkowanych przez spółdzielnie rolnicze w Ameryce Łacińskiej, Afryce i Azji. Założona w 1986, jest najstarszą i największą spółką kawową Fair Trade w Stanach Zjednoczonych. Najwyżej opłacany pracownik Equal Exchange nie może zarabiać więcej niż cztery razy więcej od pracownika o najniższym wynagrodzeniu.

## Historia
Equal Exchange została założona w 1986 przez Rink Dickinsona, Jonathana Rosenthala i Michaela Rozyne’a. Przed założeniem Equal Exchange, Dickinson, Rosenthal i Rozyne byli menedżerami w spółdzielni spożywczej w Nowej Anglii oraz osobami aktywnie zaangażowanymi w reformę amerykańskiego przemysłu spożywczego.
Przez trzy lata przed narodzinami Equal Exchange trzej założyciele spotykali się raz w tygodniu, aby dyskutować o tym, jak można zmienić światowy handel żywnością, aby zwiększyć dochody i ustabilizować sytuację ekonomiczną rolników. Spotkania zaowocowały wypracowaniem alternatywnego modelu handlu, który wykorzystywałby handel bezpośredni, ustalał długoterminowe kontrakty i oferowałby wyższe od rynkowych ceny drobnym producentom kawy. Różni się to od tradycyjnego modelu handlu, w którym kupujący przechodzą przez szereg pośredników, aby kupić ziarna kawy od plantatorów.

## Kawiarnie
Equal Exchange prowadzi kilka kawiarni w Stanach Zjednoczonych, w Shoreline, Seattle, Cleveland oraz Bannockburn. W kawiarniach serwowana jest herbata, kawa i firmowe napoje espresso, a także lokalne ciasta, kanapki i inne produkty na lunch.

## Na Wyspach Brytyjskich
Spółdzielnia Equal Exchange z siedzibą w Wielkiej Brytanii ma bliskie powiązania z Equal Exchange US, gdzie obie firmy podzielają różne linie produktów i udział spółdzielni rolniczych. Obie mają tę samą nazwę i produkują kawę, czekoladę i kakao wśród wielu innych produktów. Związek ten został utrwalony w 2017. Kiedy EE Wholesale UK stała się spółką zależną Equal Exchange US.